# Erico del Friul
Erico (Heirichus o Ehericus; ?-799) fue duque del Friul (dux Foroiulensis) desde el 789 hasta su muerte. Era el primogénito varón de Geroldo de Anglachgau y, como consecuencia del matrimonio de su hermana Hildegarda con Carlomagno, cuñado de este.

## Orígenes y carácter
Una elegía compuesta por Paulino II, patriarca de Aquilea, con motivo de la muerte de Erico, amigo suyo, revela que el difunto había nacido en urbs dives Argentea, nombre latino del Estrasburgo franco. La elegía y otra obra de Paulino llamada Liber Exhortationis que se basa en la Biblia y ciertos Padres de la Iglesia para ofrecer instrucciones sobre cómo llevar una vida cristiana moralmente recta mientras se llevan a cabo deberes seculares, indican que Erico era un católico piadoso. Fue nombrado señor del ducado carolingio de Friul en el 789, unos dos años después de la muerte del duque anterior, Marcario.

## Campañas militares
Erico administró el ducado de Friul desde Cividale, la antigua capital lombarda y también residencia del patriarca de Aquilea. La tarea principal a la que se dedicó como duque fue el sometimiento de los vecinos ávaros, con la colaboración de Pipino de Italia y de su propio padre, margrave de Avaria. En 791, él y Pipino marcharon con un ejército lombardo hacia el valle del Drava y devastaron Panonia, mientras que Carlomagno seguía el Danubio para internarse también en el territorio ávaro. Carlomagno abandonó la campaña para hacer frente a una revuelta sajona en el 792, pero Pipino y Erico continuaron expugnando las fortalezas circulares típicas de los ávaros. Tomaron en dos ocasiones el gran «Anillo de los Ávaros», la capital enemiga; expidieron el botín a Carlomagno en Aquisgrán, que lo distribuyó entre sus seguidores e incluso envió parte a señores extranjeros, como el rey Offa de Mercia.
Los Annales regni Francorum relatan que en 795/796 Erico envió una incursión a Panonia al mando de Vojnomir, duque de los croatas de Panonia. Mientras, él mismo y Pipino, coaligados con los gobrenadores ávaros occidentales, acometieron una ofensiva que acabó por someter al gran kan ávaro y permitió la conquista del Hunorum Hringum, o Anillo de los Ávaros, su campamento principal. El gran kan fue llevado a Aquisgrán, donde aceptó el bautismo y se le dio el nombre de Teodoro. Sin embargo, los Anales de Fulda afirman que luego sus propios hombres lo asesinaron.

## Última campaña y muerte
En 799, el padre de Erico murió en vísperas de una batalla que se cree iba a librar contra los ávaros. Ese mismo año, Erico campeó por Liburnia contra los eslavos a la cabeza de sus tropas francas. Algunos autores creen que pereció en la batalla de Trsat, pese a que esa localidad ni estaba junto al mar ni era una ciudad entonces. Según el erudito y cortesano franco Eginardo, Erico fue asesinado por la traición de los habitantes de Tharsatica, pero no dio más detalles. Sin embargo, era habitual que las crónicas atribuyesen las derrotas en las batallas a la traición. El sitio de la batalla que libró Erico, Tarheste o Tarsatica en latín, se ha identificado tradicionalmente con Trsat, un castro cuyas ruinas dominan aún la ciudad de Rijeka. Sin embargo, es más probable que la Tharsatica de Eginardo fuera la civitas (ciudad, en latín) de Tergeste, situada en la costa del Adriático, a los pies de los Alpes dináricos, que correspondería a la moderna Trieste, habitada por entonces por eslavos. Los francos atacaron el lugar al año siguiente y los supervivientes de la localidad fundaron Trsat en 801.